# Антипозитивизм
Антипозитивизм — это точка зрения в социальной науке о том, что социальная сфера может не подвергаться тем же методам исследования, что и мир природы; что ученые должны отказаться от эмпиризма и научного метода в проведении социальных исследований. Антипозитивисты считают, что исследователи должны сосредоточиться на понимании интерпретаций социальных действий для изучаемых людей.
Антипозитивизм относится к различным историческим дискуссиям в философии и социологии науки. Однако в современной практике интерпретативизм можно приравнять к качественным методам исследования, в то время как позитивистское исследование носит более количественный характер. Позитивисты обычно используют методы исследования, такие как эксперименты и статистические опросы, в то время как антипозитивисты используют методы исследования, которые в большей степени опираются на этнографическую работу на местах, анализ разговоров / бесед или открытые интервью. Позитивистские и антипозитивистские методы иногда сочетаются.